# Mark Knowles
Mark Knowles (Nassau, Bahamas, 4 de septiembre de 1971) es un exjugador profesional de tenis, retirado desde 2016. Se ha destacado especialmente en la modalidad de dobles, especialidad en la cual llegó a ocupar el primer puesto del escalafón mundial. Junto a su inseparable compañero Daniel Nestor han alcanzado las finales de los 4 Grand Slam, de la Tennis Masters Cup de dobles y de 8 de los 9 Masters Series (también alcanzó la final de Montecarlo pero con Mahesh Bhupathi de compañero).

## Finales de Grand Slam

### Campeón Dobles (3)
| Año  | Torneo          | Pareja        | Oponentes en la final          | Resultado   |
| 2002 | Australian Open | Daniel Nestor | Michaël Llodra Fabrice Santoro | 7-6(4) 6-3  |
| 2004 | US Open         | Daniel Nestor | Leander Paes David Rikl        | 6-3 6-3     |
| 2007 | Roland Garros   | Daniel Nestor | Lukáš Dlouhý Pavel Vízner      | 2-6 6-3 6-4 |

### Finalista Dobles (8)
| Año  | Torneo          | Pareja          | Oponentes en la final            | Resultado       |
| 1995 | Australian Open | Daniel Nestor   | Jared Palmer Richey Reneberg     | 3-6 6-3 3-6 2-6 |
| 1998 | Roland Garros   | Daniel Nestor   | Jacco Eltingh Paul Haarhuis      | 3-6 6-3 3-6     |
| 1998 | US Open         | Daniel Nestor   | Cyril Suk Sandon Stolle          | 6-4 6-7 2-6     |
| 2002 | Roland Garros   | Daniel Nestor   | Paul Haarhuis Yevgeny Kafelnikov | 5-7 4-6         |
| 2002 | Wimbledon       | Daniel Nestor   | Jonas Björkman Todd Woodbridge   | 1-6 2-6 7-6 5-7 |
| 2003 | Australian Open | Daniel Nestor   | Michaël Llodra Fabrice Santoro   | 4-6 6-3 3-6     |
| 2009 | Australian Open | Mahesh Bhupathi | Bob Bryan Mike Bryan             | 6-2 5-7 0-6     |
| 2009 | US Open         | Mahesh Bhupathi | Leander Paes Lukas Dlouhy        | 6-3 3-6 2-6     |

### Campeón Dobles Mixto (1)
| Año  | Torneo    | Pareja              | Oponentes en la final   | Resultado |
| 2009 | Wimbledon | Anna-Lena Grönefeld | Cara Black Leander Paes | 7-5 6-3   |

## Títulos (55; 0+55)

### Individuales (0)
| Leyenda                |
| Grand Slam (0)         |
| Tennis Masters Cup (0) |
| ATP Masters Series (0) |
| ATP Tour (0)           |

### Finalista en individuales (1)
- 1996: Shanghái (pierde ante Andrei Olhovskiy)

### Dobles (55)
| Grand Slam (3)            |
| Tennis Masters Cup (1)    |
| ATP Masters Series (17)   |
| International Series (34) |

| Nº  | Fecha                    | Torneo               | Superficie    | Pareja          | Oponentes en la final                 | Resultado         |
| 1.  | 26 de julio de 1993      | Montreal TMS         | Dura          | Jim Courier     | Glenn Michibata David Pate            | 6-4 7-6           |
| 2.  | 12 de septiembre de 1994 | Bogotá               | Tierra batida | Daniel Nestor   | Luke Jensen Murphy Jensen             | 6-4 7-6           |
| 3.  | 10 de abril de 1995      | Tokio                | Dura          | Jonathan Stark  | John Fitzgerald Anders Jarryd         | 6-3 3-6 7-6       |
| 4.  | 14 de agosto de 1995     | Indianápolis         | Dura          | Daniel Nestor   | Scott Davis Todd Martin               | 6-4 6-4           |
| 5.  | 1 de enero de 1996       | Doha                 | Dura          | Daniel Nestor   | Jacco Eltingh Paul Haarhuis           | 7-6 6-3           |
| 6.  | 29 de enero de 1996      | Shanghái             | Moqueta (i)   | Roger Smith     | Jim Grabb Michael Tebbutt             | 4-6 6-2 7-6       |
| 7.  | 19 de febrero de 1996    | Memphis              | Dura (i)      | Daniel Nestor   | Todd Woodbridge Mark Woodforde        | 6-4 7-5           |
| 8.  | 6 de mayo de 1996        | Hamburgo TMS         | Tierra batida | Daniel Nestor   | Guy Forget Jakob Hlasek               | 6-2 6-4           |
| 9.  | 5 de agosto de 1996      | Cincinnati TMS       | Dura          | Daniel Nestor   | Sandon Stolle Cyril Suk               | 3-6 6-3 6-4       |
| 10. | 10 de marzo de 1997      | Indian Wells TMS     | Dura          | Daniel Nestor   | Mark Philippoussis Patrick Rafter     | 7-6 4-6 7-5       |
| 11. | 12 de mayo de 1997       | Roma TMS             | Tierra batida | Daniel Nestor   | Byron Black Alex O'Brien              | 6-3 4-6 7-5       |
| 12. | 10 de agosto de 1998     | Cincinnati TMS       | Dura          | Daniel Nestor   | Olivier Delaitre Fabrice Santoro      | 6-1 2-1           |
| 13. | 3 de enero de 2000       | Doha                 | Dura          | Max Mirnyi      | Alex O'Brien Jared Palmer             | 6-3 6-4           |
| 14. | 20 de noviembre de 2000  | Estocolmo            | Dura (i)      | Daniel Nestor   | Petr Pála Pavel Vízner                | 6-3 6-2           |
| 15. | 1 de enero de 2001       | Doha                 | Dura          | Daniel Nestor   | Joan Balcells Andrei Olhovskiy        | 6-3 6-1           |
| 16. | 26 de febrero de 2001    | San José             | Dura (i)      | Brian MacPhie   | Jan-Michael Gambill Jonathan Stark    | 6-3 7-6(4)        |
| 17. | 13 de agosto de 2001     | Indianápolis         | Dura          | Brian MacPhie   | Mahesh Bhupathi Sébastien Lareau      | 7-6(5) 5-7 6-4    |
| 18. | 14 de enero de 2002      | Abierto de Australia | Dura          | Daniel Nestor   | Michaël Llodra Fabrice Santoro        | 7-6(4) 6-3        |
| 19. | 25 de febrero de 2002    | Dubái                | Tierra batida | Daniel Nestor   | Joshua Eagle Sandon Stolle            | 3-6 6-3 13-11     |
| 20. | 11 de marzo de 2002      | Indian Wells TMS     | Dura          | Daniel Nestor   | Roger Federer Max Mirnyi              | 6-4 6-4           |
| 21. | 18 de marzo de 2002      | Miami TMS            | Dura          | Daniel Nestor   | Donald Johnson Jared Palmer           | 6-3 3-6 6-1       |
| 22. | 17 de junio de 2002      | Nottingham           | Césped        | Mike Bryan      | Donald Johnson Jared Palmer           | 7-6(3) 6-4        |
| 23. | 12 de agosto de 2002     | Indianápolis         | Dura          | Daniel Nestor   | Mahesh Bhupathi Max Mirnyi            | 7-6(4) 6-7(5) 6-4 |
| 24. | 14 de octubre de 2002    | Madrid TMS           | Dura (i)      | Daniel Nestor   | Mahesh Bhupathi Max Mirnyi            | 6-3 7-5 6-0       |
| 25. | 17 de febrero de 2003    | Memphis              | Dura (i)      | Daniel Nestor   | Bob Bryan Mike Bryan                  | 6-2 7-6(3)        |
| 26. | 24 de febrero de 2003    | Acapulco             | Tierra batida | Daniel Nestor   | David Ferrer Fernando Vicente         | 6-3 6-3           |
| 27. | 21 de abril de 2003      | Houston              | Tierra batida | Daniel Nestor   | Jan-Michael Gambill Graydon Oliver    | 6-4 6-3           |
| 28. | 12 de mayo de 2003       | Hamburgo TMS         | Tierra batida | Daniel Nestor   | Mahesh Bhupathi Max Mirnyi            | 6-4 7-6(10)       |
| 29. | 9 de junio de 2003       | Queen's Club         | Césped        | Daniel Nestor   | Mahesh Bhupathi Max Mirnyi            | 5-7 6-4 7-6(3)    |
| 30. | 20 de octubre de 2003    | Basilea              | Moqueta (i)   | Daniel Nestor   | Lucas Arnold Ker Mariano Hood         | 6-4 6-2           |
| 31. | 23 de febrero de 2004    | Marsella             | Dura (i)      | Daniel Nestor   | Martin Damm Cyril Suk                 | 7-5 6-3           |
| 32. | 26 de abril de 2004      | Barcelona            | Tierra batida | Daniel Nestor   | Mariano Hood Sebastián Prieto         | 4-6 6-3 6-4       |
| 33. | 2 de agosto de 2004      | Cincinnati TMS       | Dura          | Daniel Nestor   | Jonas Björkman Todd Woodbridge        | 6-2 3-6 6-3       |
| 34. | 30 de agosto de 2004     | US Open              | Dura          | Daniel Nestor   | Leander Paes David Rikl               | 6-3 6-3           |
| 35. | 18 de octubre de 2004    | Madrid TMS           | Dura (i)      | Daniel Nestor   | Bob Bryan Mike Bryan                  | 6-3 6-4           |
| 36. | 7 de marzo de 2005       | Indian Wells TMS     | Dura          | Daniel Nestor   | Wayne Arthurs Paul Hanley             | 7-6(6) 7-6(2)     |
| 37. | 18 de abril de 2005      | Houston              | Tierra batida | Daniel Nestor   | Martín García Luis Horna              | 6-3 6-4           |
| 38. | 10 de octubre de 2005    | Viena                | Dura (i)      | Daniel Nestor   | Jonathan Erlich Andy Ram              | 5-3, 5-4(2)       |
| 39. | 17 de octubre de 2005    | Madrid TMS           | Dura (i)      | Daniel Nestor   | Leander Paes Nenad Zimonjić           | 3-6 6-3 6-2       |
| 40. | 30 de enero de 2006      | Delray Beach         | Dura          | Daniel Nestor   | Chris Haggard Wesley Moodie           | 6-2 6-3           |
| 41. | 6 de marzo de 2006       | Indian Wells TMS     | Dura          | Daniel Nestor   | Bob Bryan Mike Bryan                  | 6-4 6-4           |
| 42. | 24 de abril de 2006      | Barcelona            | Tierra batida | Daniel Nestor   | Mariusz Fyrstenberg Marcin Matkowski  | 6-2 6-7(4) 10-5   |
| 43. | 8 de mayo de 2006        | Roma TMS             | Tierra batida | Daniel Nestor   | Jonathan Erlich Andy Ram              | 6-4 5-7 13-11     |
| 44. | 22 de octubre de 2006    | Basilea              | Moqueta (i)   | Daniel Nestor   | Mariusz Fyrstenberg Marcin Matkowski  | 4-6 6-4 10-8      |
| 45. | 9 de junio de 2007       | Roland Garros        | Tierra batida | Daniel Nestor   | Lukáš Dlouhý Pavel Vízner             | 2-6 6-3 6-4       |
| 46. | 17 de junio de 2007      | Queen's Club         | Césped        | Daniel Nestor   | Bob Bryan Mike Bryan                  | 7-6(4) 7-5        |
| 47. | 18 de noviembre de 2007  | Tennis Masters Cup   | Dura (i)      | Daniel Nestor   | Simon Aspelin Julian Knowle           | 6-2 6-3           |
| 48. | 25 de febrero de 2008    | Memphis              | Dura (i)      | Mahesh Bhupathi | Sanchai Ratiwatana Sonchat Ratiwatana | 7-6(5) 6-2        |
| 49. | 3 de marzo de 2008       | Dubái                | Dura          | Mahesh Bhupathi | Martin Damm Pavel Vízner              | 7-5 7-6(7)        |
| 50. | 26 de octubre de 2008    | Basilea              | Dura (i)      | Mahesh Bhupathi | Christopher Kas Philipp Kohlschreiber | 6-3 6-3           |
| 51. | 16 de febrero de 2009    | Memphis              | Dura (i)      | Mardy Fish      | Travis Parrott Filip Polášek          | 7-6(7) 6-1        |
| 52. | 10 de agosto de 2009     | Montreal             | Dura          | Mahesh Bhupathi | Max Mirnyi Andy Ram                   | 6-4 6-3           |
| 53. | 2 de agosto de 2010      | Washington           | Dura          | Mardy Fish      | Tomáš Berdych Radek Štěpánek          | 4-6 7-6(7) 10-7   |
| 54. | 31 de julio de 2011      | Los Ángeles          | Dura          | Xavier Malisse  | Somdev Devvarman Treat Conrad Huey    | 7-6 (3) 7-6 (10)  |
| 55. | 19 de febrero de 2012    | San José             | Dura (i)      | Xavier Malisse  | Kevin Anderson Frank Moser            | 6-4 1-6 10-5      |

### Finalista en dobles (44)
- 1994: Miami TMS (con Jared Palmer)
- 1995: Australian Open (con Daniel Nestor)
- 1995: Cincinnati TMS (con Daniel Nestor)
- 1996: Toronto TMS (con Daniel Nestor)
- 1996: Tokio (con Daniel Nestor)
- 1997: Miami TMS (con Daniel Nestor)
- 1997: San José (con Daniel Nestor)
- 1998: Roland Garros (con Daniel Nestor)
- 1998: US Open (con Daniel Nestor)
- 1998: Indianápolis (con Daniel Nestor)
- 1998: Hartford Doubles Championship (con Daniel Nestor)
- 1999: Scottsdale (con Daniel Nestor)
- 2000: Atlanta (con Daniel Nestor)
- 2002: Róterdam (con Daniel Nestor)
- 2002: Roland Garros (con Daniel Nestor)
- 2002: Scottsdale (con Daniel Nestor)
- 2002: Wimbledon (con Daniel Nestor)
- 2002: Toronto TMS (con Daniel Nestor)
- 2002: Lyon (con Daniel Nestor)
- 2002: Basilea (con Daniel Nestor)
- 2003: Australian Open (con Daniel Nestor)
- 2003: Doha (con Daniel Nestor)
- 2004: Queen's Club (con Daniel Nestor)
- 2005: Marsella (con Daniel Nestor)
- 2005: París TMS (con Daniel Nestor)
- 2006: Dubái (con Daniel Nestor)
- 2006: Marsella (con Daniel Nestor)
- 2006: Hamburgo TMS (con Daniel Nestor)
- 2006: Madrid TMS (con Daniel Nestor)
- 2006: Shangai Masters Cup (con Daniel Nestor)
- 2007: Sydney (con Daniel Nestor)
- 2007: Marsella (con Daniel Nestor)
- 2007: Valencia (con Daniel Nestor)
- 2007: Basilea (con James Blake)
- 2008: Miami TMS (con Mahesh Bhupathi)
- 2008: Montecarlo TMS (con Mahesh Bhupathi)
- 2008: New Haven (con Mahesh Bhupathi)
- 2008: Madrid TMS (con Mahesh Bhupathi)
- 2009: Australian Open (con Mahesh Bhupathi)
- 2009: Barcelona (con Mahesh Bhupathi)
- 2009: US Open (con Mahesh Bhupathi)
- 2009: Pekín (con Andy Roddick)
- 2010: Barcelona (con Lleyton Hewitt)
- 2010: París TMS (con Andy Ram)

### Campeón dobles challengers
| N.º | Fecha                    | Torneo      | Superficie    | Pareja          | Oponentes en la final             | Resultado   |
| --- | ------------------------ | ----------- | ------------- | --------------- | --------------------------------- | ----------- |
| 1.  | 28 de septiembre de 1992 | Monterrey   | Dura          | Alex O'Brien    | Richard Matuszewski John Sullivan | 3-6 6-3 7-6 |
| 2.  | 19 de abril de 1993      | São Paulo   | Tierra batida | Richard Schmidt | Juan Garat Andrei Merinov         | 6-4 6-4     |
| 3.  | 6 de diciembre de 1993   | Bermuda     | Tierra batida | Jared Palmer    | Nicolás Pereira Maurice Ruah      | 6-1 6-3     |
| 4.  | 25 de abril de 1994      | Roma        | Tierra batida | Tamer El Sawy   | Tom Kempers Fernon Wibier         | 6-4 6-3     |
| 5.  | 2 de enero de 1995       | Wellington  | Dura          | Daniel Nestor   | Tommy Ho Kenny Thorne             | 2-6 6-4 7-6 |
| 6.  | 2 de octubre de 1995     | Monterrey   | Dura          | Daniel Nestor   | David Rikl Nicolás Pereira        | 3-6 6-1 6-4 |
| 7.  | 7 de abril de 1997       | Bermuda     | Tierra batida | Javier Frana    | Lucas Arnold Ker Daniel Orsanic   | 6-3 6-7 6-3 |
| 8.  | 5 de junio de 2000       | Tallahassee | Dura          | Mark Merklein   | Kelly Gullett Brandon Hawk        | 7-6(3) 6-2  |